# 俄羅斯的北朝鮮人
在俄罗斯聯邦的朝鲜民主主义人民共和国（北朝鮮）公民，主要分類為學生、外籍劳工与脱北者。
在朝俄邊界特别咸鏡北道有较多朝鲜人移民俄国，他们有些是之前朝鮮王朝飢荒后湧入俄国成为高丽人，这些人是后来朝鲜劳动党第一代成员。另一部分是被日本人強逼驱使到庫頁島工作的朝鲜人。
2006年，約有一萬名北朝鲜國民居住在俄羅斯。現代的俄羅斯，在入侵烏克蘭後遠東勞力極度短缺，遂有部分北韓勞工轉移到該國工作賺取收入。

## 移民歷史
大約在20世纪40年代末有8,000名朝鲜人被苏联征集往庫頁島当漁民。朝鲜战争后的10年重建时期很多朝鲜人到苏联读書。在1966年布里兹涅夫与金日成在海參崴达成協议，每年派遣20,000人到西伯利亚当林业工人。但是后来人数有所减少。到普京时代又再恢复，现在朝鲜民主主義人民共和國政府每年由这些勞工得到七百萬美元收入，他們不斷受到北韓安全部門的監視以防止叛逃（也多數是已婚平壤居民）；據報導許多人是用賬票而不是金錢支付薪水。

## 脱北者
朝鲜民主主义人民共和国经济惡化後，有很多人越过图们江逃亡。有些人進入俄羅斯濱海邊疆區，但多数被北朝鲜政府捉回后，在国际组织干涉下让他们留下。